# Anholt (Allemagne)
Pour les articles homonymes, voir Anholt.
Anholt (plattdeutsch Aanoldt) est un quartier de la ville d'Isselburg dans l'arrondissement de Borken en Rhénanie-du-Nord-Westphalie. De 1347 à 1975, Anholt a eu charte de ville.
Anholt est situé à une altitude de 7 m, directement à la frontière germano-hollandaise. Le village abrite les communes de Dwarsefeld, Regniet, Hahnerfeld et Breels. Anholt comptait 4107 habitants au 31 décembre 2012.

## Histoire

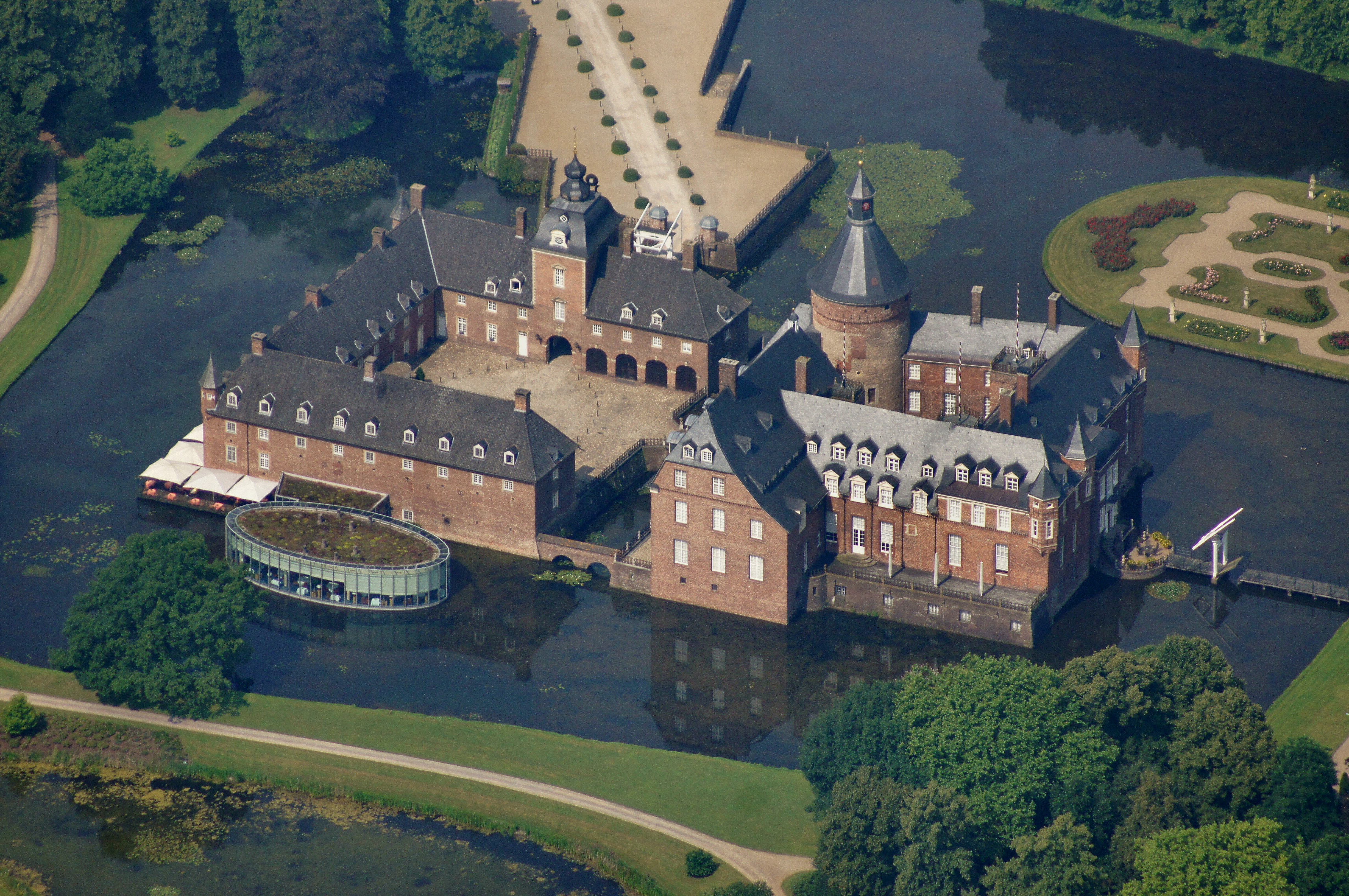
Une vue plongeante sur le château d'Anholt

En 1169, un seigneur de Zuylen est mentionné pour la première fois « en Anholt » comme vassal de l'évêque d'Utrecht Godefroid de Rhenen, c'est pourquoi les historiens supposent aujourd'hui que le château à douves d'Anholt a été construit avant cette année-là pour protéger les vastes territoires épiscopaux de la Principauté d'Utrecht. 
Déjà sous Étienne IV de Zuylen († vers 1347), qui libéra les habitants d'Anholt de leur servage par un privilège du 25 mai 1347, les relations féodales avec l'évêché d'Utrecht avaient pris fin et à cette époque le château et le village environnant étaient déjà une seigneurie avec immédiateté impériale, qui appartenait plus tard au Cercle du Bas-Rhin-Westphalie. Lorsque la branche Anholt des seigneurs de Zuylen s'éteignit dans la lignée masculine en 1380, le château et la seigneurie revinrent à Herberga, une fille de Dirck II van Zuylen, dont le mari était Herman II de Gemen (seigneur du château de Gemen près de Borken). Mais comme ce couple n'avait pas non plus d'héritiers mâles, Anholt est venue dans la famille de Bronkhorst en 1402 par le mariage de Margaretha de Gemen avec Gysbert de Bronkhorst-Batenburg. En 1431, l'empereur Sigismond confirma les droits impériaux directs des Bronkhorst-Batenburg à leur seigneurie. 
Pendant la faide de Gueldre, le fils de Gysbert, Jakob I, s'est rangé du côté du roi romain-allemand et plus tard empereur Maximilien Ier et a combattu avec le duc Jean II de Clèves contre le duc Charles de Gueldre qui en 1499 n'a pas réussi à conquérir le château, mais l'a assiégé avec succès en 1512. Ce n'est qu'en 1537 que les Bronkhorst ont récupéré le château par traité contre des cotisations élevées. Quand 1537 Dietrich III de Bronkhorst refusa de rejoindre l'Union d'Utrecht, la ville fut assiégée par les Gueux de mer qui, contrairement à une promesse, pillèrent à la fois le château et la ville après leur ouverture. Les pillards ne se sont enfuis que lorsque le duc Guillaume de Clèves a envoyé des troupes pour les aider. Le château subit un sort similaire pendant la guerre de Trente Ans, et fut à nouveau pillé et saccagé. 
Dietrich IV de Bronckhorst-Batenburg-Anholt (1578–1649) mourut alors que le dernier membre masculin de la famille; il avait été élevé comte du Saint-Empire en 1621 par l'empereur Ferdinand II et devint membre du Collège impérial des comtes du Bas-Rhin-Westphalie. Dès 1647, il avait transféré le comté d'Anholt au mari de sa fille Maria-Anna, le comte Léopold Philippe Charles de Salm. Depuis lors, le château et le domaine d'Anholt appartiennent encore aujourd'hui à la famille Salm-Salm. En 1743, son descendant Nicolaus Léopold reçut le titre héréditaire de Prince du Saint-Empire par l'empereur. Lorsque la Principauté de Salm-Salm dans les Vosges fut annexée par la France révolutionnaire en 1791, la famille s'enfuit à Anholt et y réside depuis.
En 1802, le comté d'Anholt a été combinée avec les seigneuries de Bocholt et Ahaus de l'ancienne principauté épiscopale de Münster, aboli à cette époque, pour former la Principauté de Salm. En 1810, la principauté revient à la France. Au cours du Congrès de Vienne, la souveraineté de la Principauté de Salm n'a pas été restaurée, mais les régions ont été ajoutées à la Prusse. Le château d'Anholt est resté la résidence des princes. Aujourd'hui, c'est l'une des rares grandes complexes de châteaux privés de la Rhénanie-du-Nord-Westphalie. Elle appartient aujourd'hui à Charles Philippe, 9ème Fürst de Salm-Salm, et est gérée par son fils, Emanuel, prince héritier de Salm-Salm.

## Personnalités liées à la commune
- Les Princes de Salm résident au château.
- Otto Lüders (1844–1912), archéologue et diplomate allemand, né à Anholt.